# Maria Sykora
Maria Sykora, född 11 oktober 1946, är en friidrottare från Österrike. Hon deltog vid olympiska sommarspelen 1972 och olympiska sommarspelen 1984.